# شاهبلاغ
شاهبلاغ، روستایی از توابع بخش حمیل شهرستان اسلام‌آباد غرب در استان کرمانشاه ایران است.
نام این روستا در گذشته شادبلاغ بود که با مصوبۀ هیأت وزیران در شهریور ۱۴۰۲ به‌صورت رسمی به شاهبلاغ تغییر یافت.

## جمعیت
این روستا در دهستان هرسم قرار دارد و براساس سرشماری مرکز آمار ایران در سال ۱۳۸۵، جمعیت آن ۲۹۳ نفر (۵۹خانوار) بوده‌است.